# Gorge de Bouky
La gorge de Bouky (en ukrainien : Буцький каньйон), ou parfois canyon de Bouky, est une gorge près du village de Bouky, sur la rivière Hirskyi Tikych dans l'oblast de Tcherkassy en Ukraine.